# Blakdyak
Joseph Formoran (Olongapo, 25 de julio de 1969-Sampaloc, 21 de noviembre de 2016) conocido artísticamente como Blakdyak, fue un actor y cantante filipino. Interpretó un personaje como protagonista por primera vez en la película Asin en Paminta junto a Eddie García, bajo la producción cinematográfica de Viva Films.

## Biografía
Blakdyak empezó su carrera artística, primero incursionando en la actuación y después cuando se trasladó a Manila se dedicó a la música, lo que más le llamó la atención fue escuchar géneros musicales que provenían de las islas del Caribe. Desde entonces Blakdyak se hizo conocer como un artista diferente. Además lo que llamó la atención a muchos de sus seguidores fue por su físico, como el color de su piel morena, su cabellera rizada y los ojos castaños oscuros, lo que fue suficiente para merecer la atención entre los espectadores. Su imagen ha sido denominada como una leyenda a primera vista de sus fanes, ya que para sus seguidores sigue siendo el mismo artista.

## Discografía
- Asin at Paminta
- Bilin Ni Lola
- Bumbay
- Inday
- Carmelita
- Hayop na Combo
- Good Boy
- Inday
- Modelong Charing
- Stupid Love - con Andrew E.
- Summer Reggae

## Filmografía
- Magic kamison" (1 episode, 2007)
- Masikip sa dibdib (2004)
- S2pid Luv (2002)
- Weyt a minit, kapeng mainit (2001)
- Asin at paminta (1999)
- Gangland (1998)
- Squala (1998)
- Alyas Boy Kano (1992)